# Estavill
Estavill és un poble de la Vall Fosca, pertanyent al municipi de la Torre de Cabdella, del Pallars Jussà. Havia format part, fins al 1970, de l'antic terme de la Pobleta de Bellveí.
Actualment s'hi arriba per una pista asfaltada de 7,3 km. El nucli antic és molt pintoresc i representatiu dels poblets d'aquesta zona: és el típic poble clos, de marcat caràcter medieval. Avui hi ha set cases, una de les quals és habitada tot l'any. Una part deshabitada del poble és utilitzada com a cleda per al bestiar oví, retrobant així l'antic significat del nom del poble. L'església d'Estavill és dedicada a santa Llogaia. Està documentada des del segle xiv, malgrat que l'edifici actual no sembli conservar res de l'obra medieval. Dins del poble hi ha també la capella de Casa Batllevell, dedicada a la Mare de Déu dels Dolors.
A 1,2 km al sud del poble, a més, hi ha les ruïnes de la caseria de bordes coneguda com les Bordes d'Estavill, amb la capella romànica de Sant Salvador de les Bordes d'Estavill. Des d'Estavill es pot accedir al pont del Diable del barranc de Sant Genís.

## Etimologia
Joan Coromines (op. cit.) va deixar ben clar que Estavill no pot provenir d'Esteve, ja que donaria Estevenill, sinó que procedeix d'un diminutiu vulgar, ja en llatí, de stabulum: stabellum, és a dir, estables petits, quadres petites. És de destacar que també en el Pallars Jussà hi ha el poble de Toralla, que reflecteix també l'existència d'estables per a bestiar, en el cas de Toralla, per a bovins.

## Història

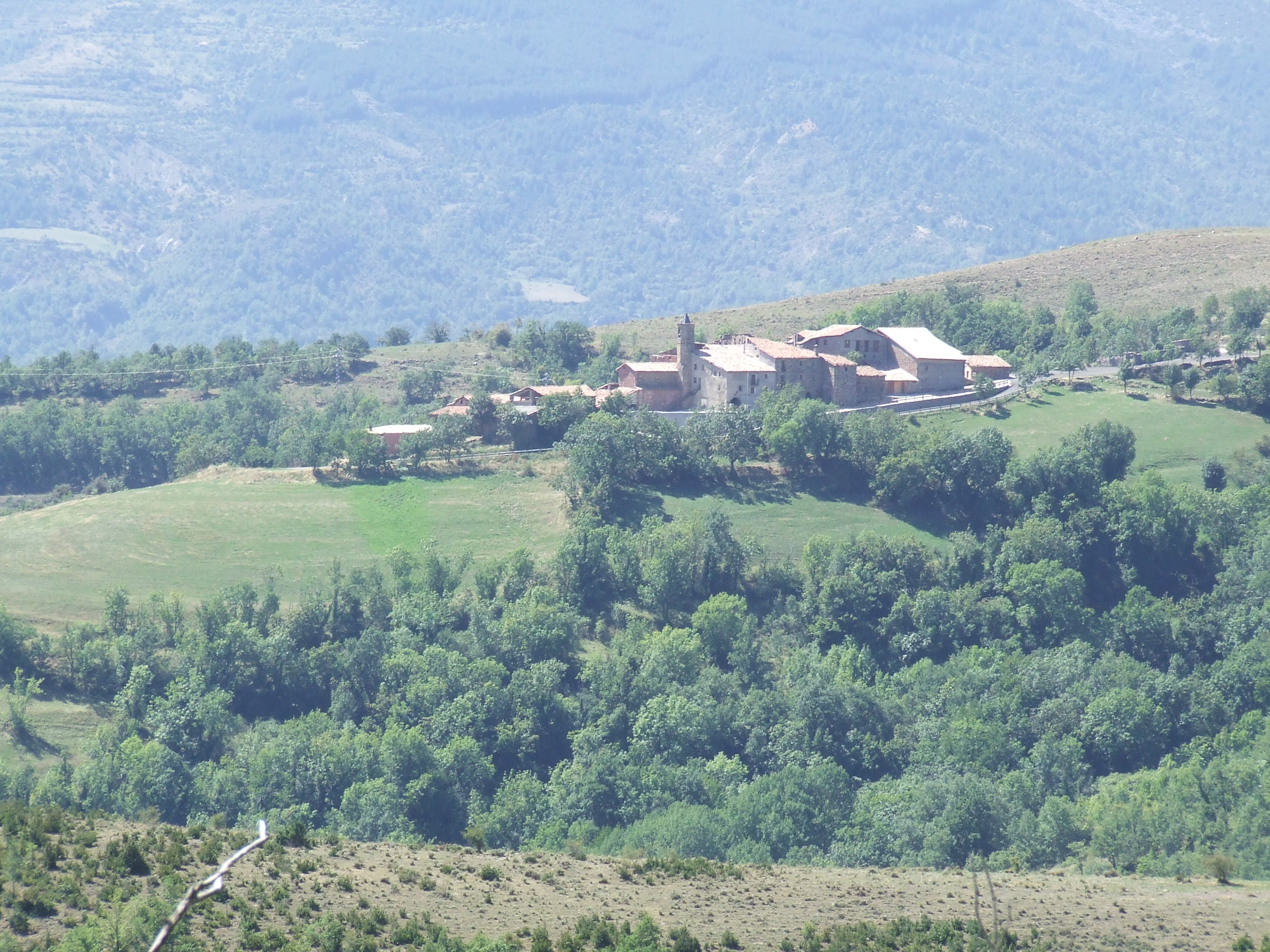
Estavill, des d'Antist.

Al Museu Arqueològic de Barcelona hi ha una punta de sageta de bronze procedent d'Estavill.
El poble d'Estavill té l'origen en el castell del mateix nom, documentat el 1093. No se'n coneix, però, l'emplaçament, tot i que podria tractar-se del mateix poble, el qual, sent clos com encara és avui dia, feia de castell. De tota manera, al centre del poble hi ha restes d'una antiga construcció de força alçada, que podria correspondre a la part més encastellada del poble.
En el fogatge de vers el 1380, Estavill consta amb 1 foc (uns 5 habitants) en mans dels barons de Bellera, dels quals passà als Ballester, barons de Sant Vicenç dels Horts i de Cervelló, i als Copons, marquesos de la Manresana.
El 1718, dins dels 428 habitants del terme de la Pobleta de Bellveí, Estavill apareix amb 45 habitants.
Entre 1812 i el febrer del 1847 Estadill gaudí d'ajuntament propi. Es formà a partir de la promulgació de la Constitució de Cadis i el seu desplegament, i fou suprimit, agregant-lo a la Pobleta de Bellveí, a causa del límit fixat en la llei municipal del 1845 del mínim de 30 veïns (caps de família) indispensables per a mantenir l'ajuntament propi.
El 1831 consten 15 habitants, a Estavill, que és senyoriu del Marquès de la Manresana.
Pascual Madoz inclou Estavill en el seu Diccionario geográfico... del 1845. Està situat en un pla inclinat amb exposició a l'est, i el combaten principalment els vents del nord. El clima, fred, és saludable, tot i que propens a malalties inflamatòries. Tenia 14 cases i l'església parroquial, i els habitants se servien de l'aigua d'alguns pous i basses. En aquest punts, Madoz fa una completa descripció del barranc de Sant Genís. El terreny, la major part sorrenc, és de qualitat inferior. Hi ha zones amb arbusts, d'altres amb pastures i dos clots amb pastures i roures. S'hi produïa gra, llegums, patates, fruita i hortalisses. S'hi criaven ovelles i vaques. De caça, perdius, conills, llebres i ocells de pas. Formaven el poble 6 veïns (caps de família) i 37 ànimes (habitants). Constava l'existència d'un molí fariner, a Estavill.
A principis del segle xx, segons Ceferí Rocafort (op. cit.), Estavill tenia 18 edificis i 39 habitants.
Les cases habitades d'Estavill, recollides per Bellmunt (op. cit.) eren Casa Bartomeu, Casa Batllevell, Casa Ferrer, Casa Guimó, Casa Joanico, Casa Pau, Casa Perutxo i Casa Procurador (avui enderrocada). El 1997 romanien habitades només Casa Joanico i Casa Perutxo, aquesta darrera únicament pel pastor. Estavill tenia 12 habitants censats el 1970, que s'havien reduït a la meitat el 1981. El 2017 només queda una casa habitada –Casa Jonico, amb 4 persones– tot l'any. A l'estiu i alguns caps de setmana també s'ocupen Casa Perutxo, Casa Ferrer, Casa Bartomeu i Casa Pau.

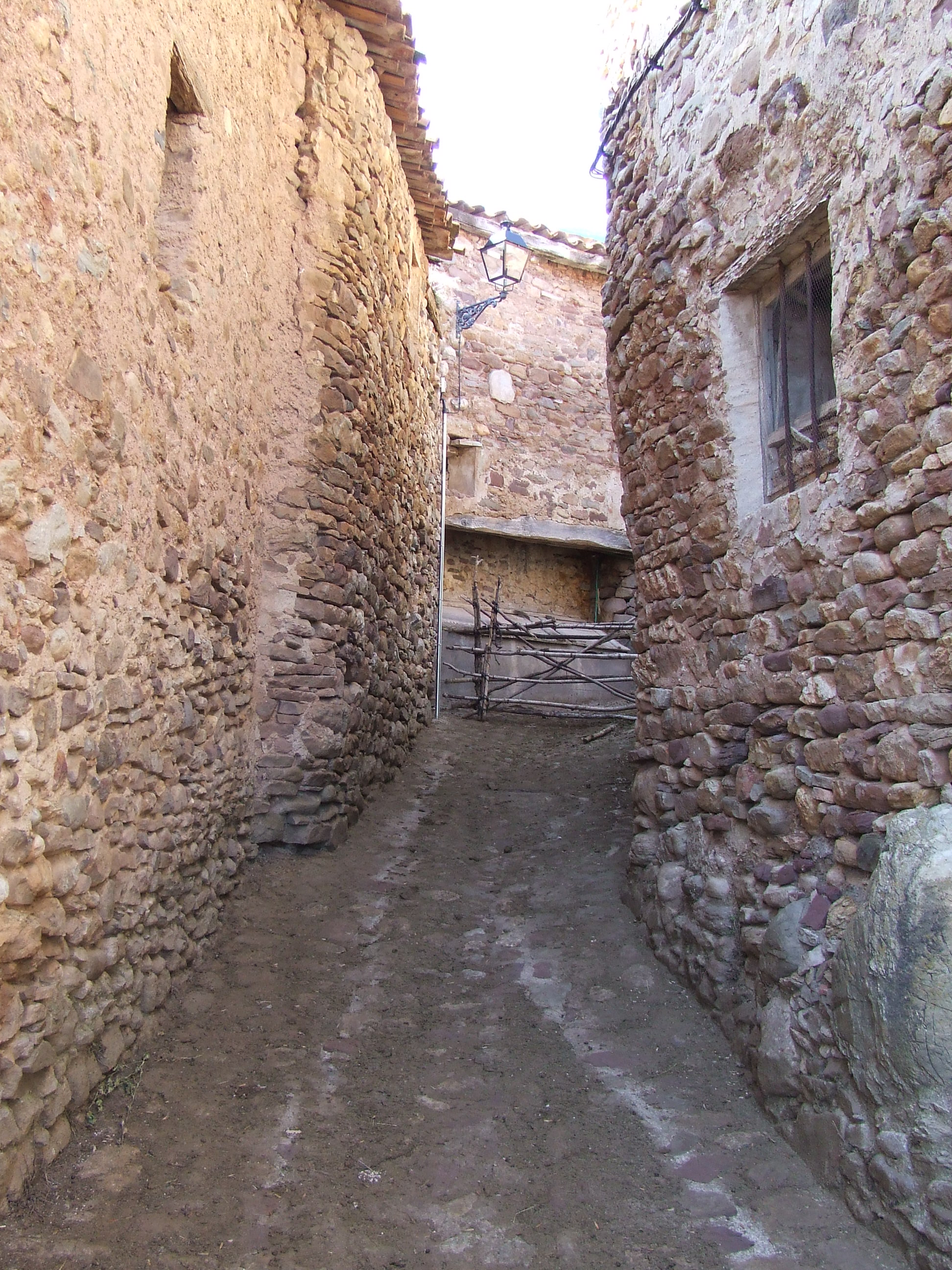
Carrer convertit en cleda
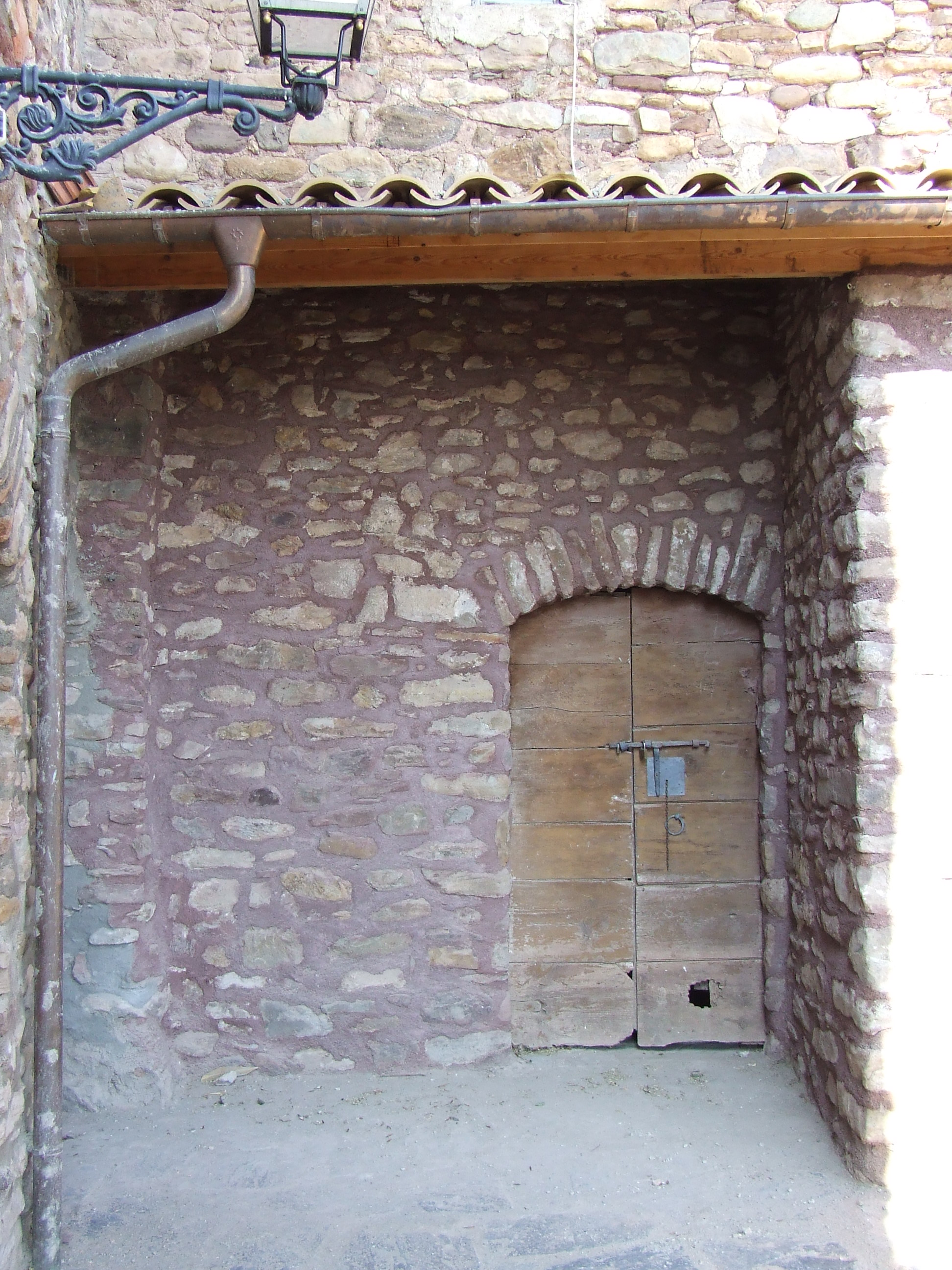
Porta de l'església de Santa Llogaia
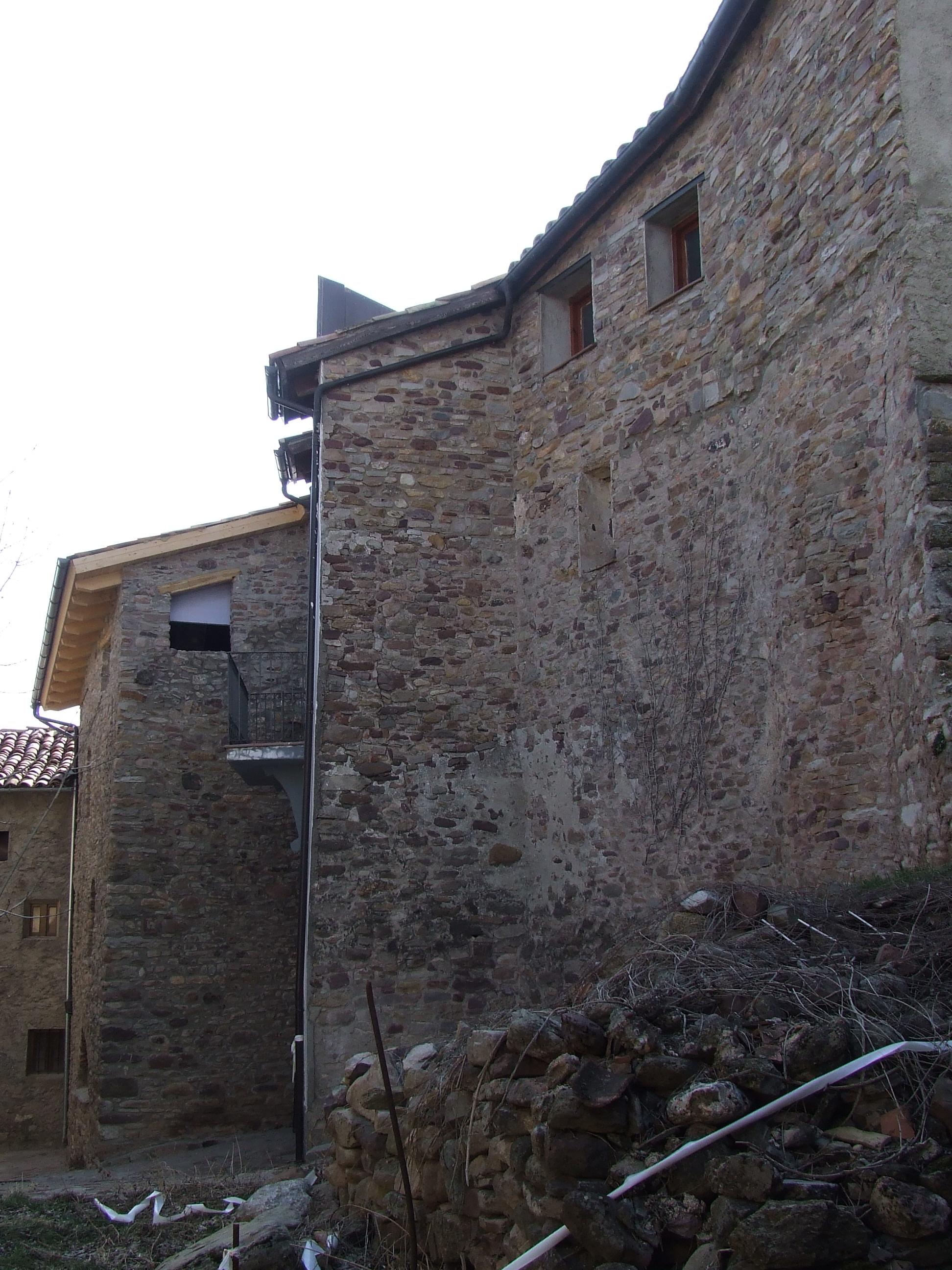
Possibles restes del castell d'Estavil
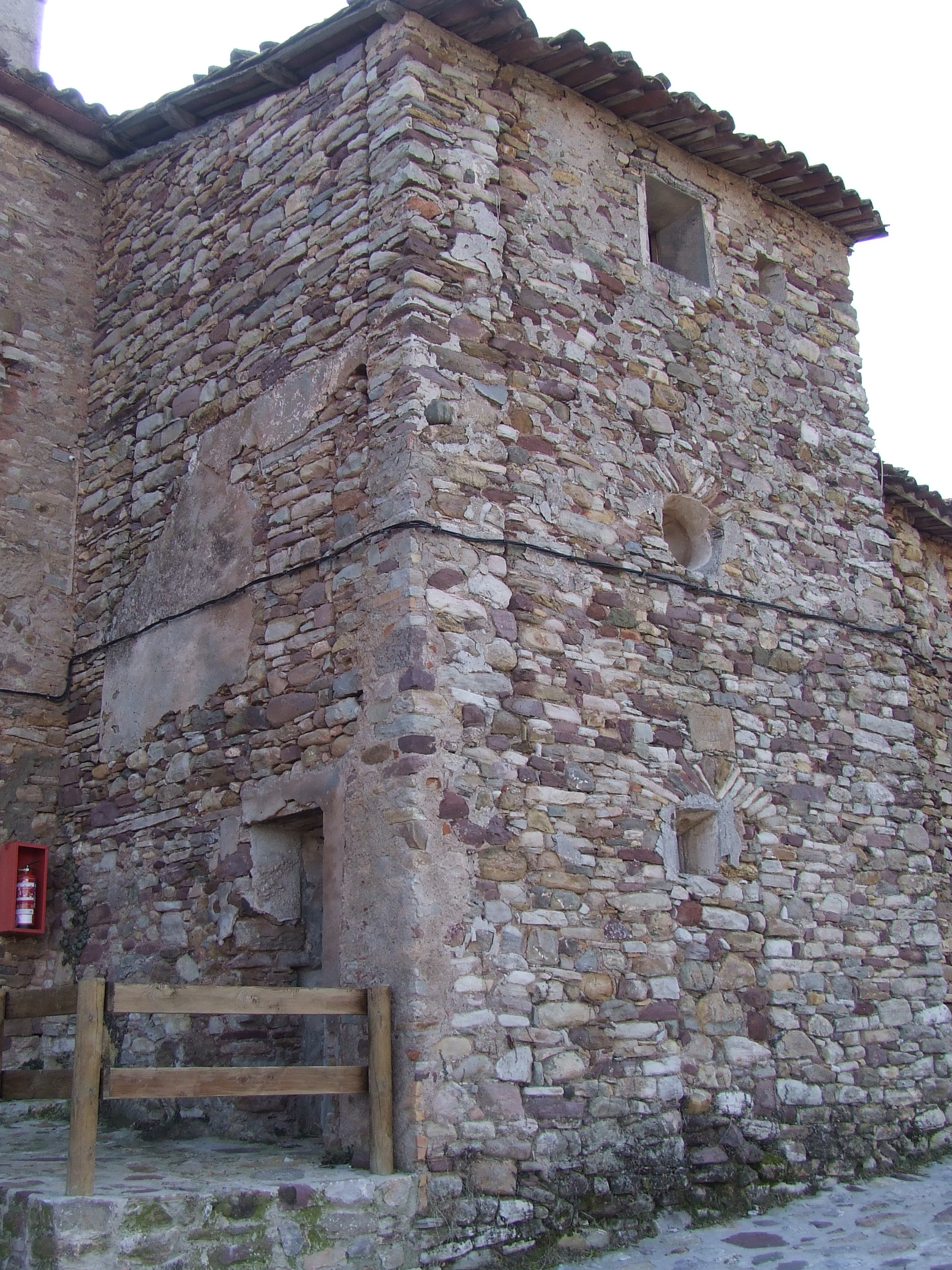
Restes d'una torre de la murada
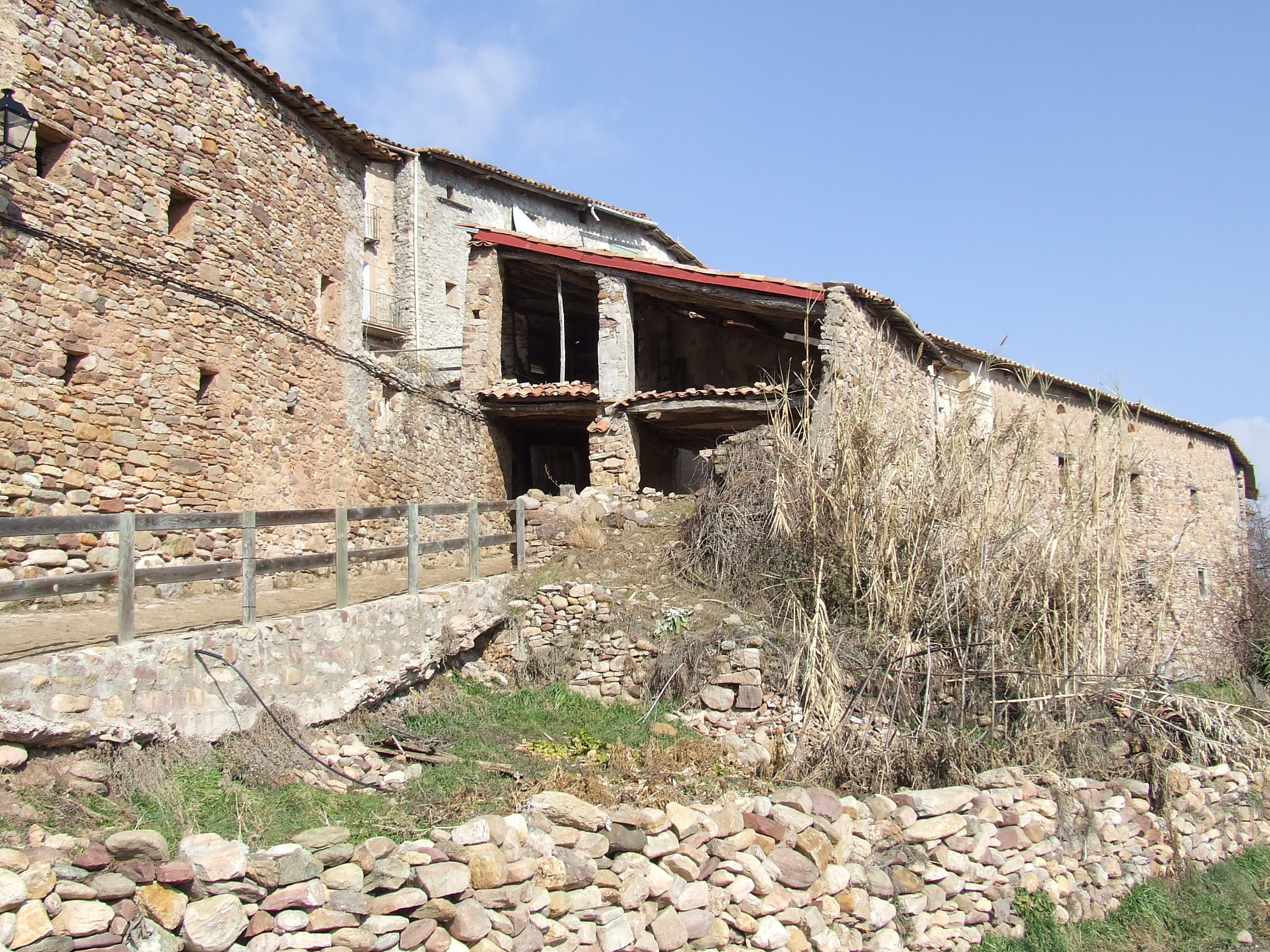
Portal de migdia i clos del poble d'aquell costat
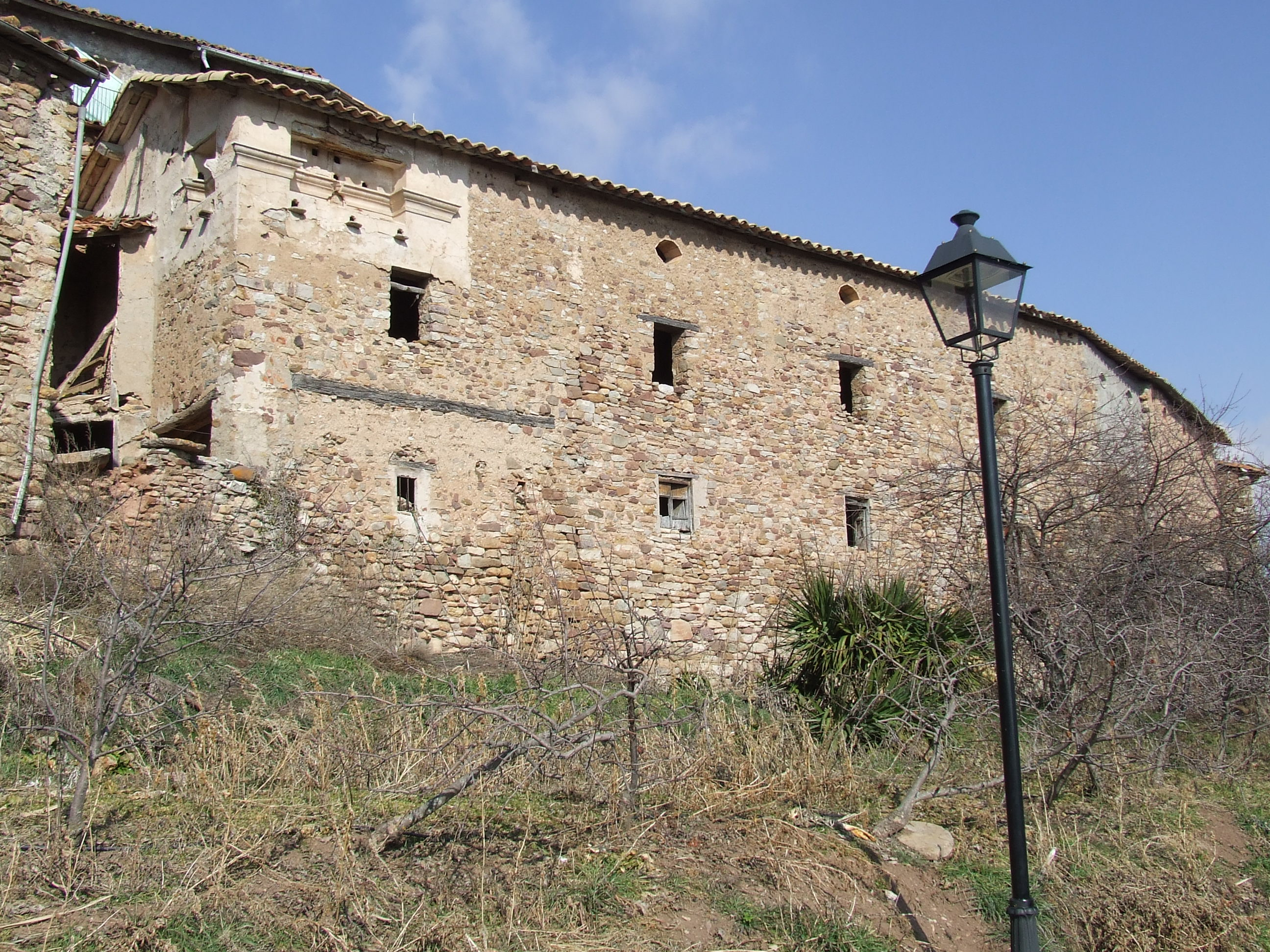
Cases formant el clos pel costat de migdia

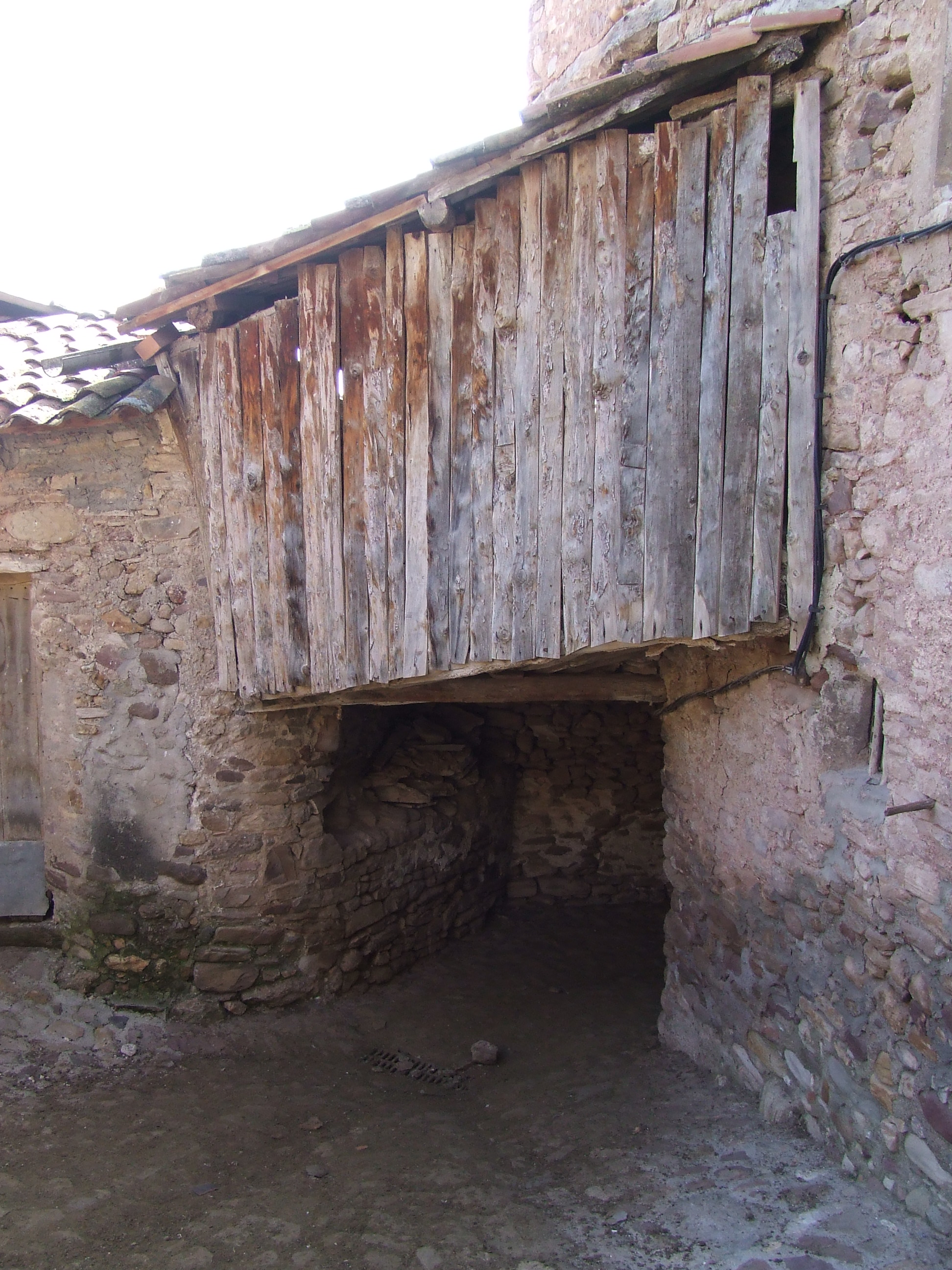
Un dels portals interiors
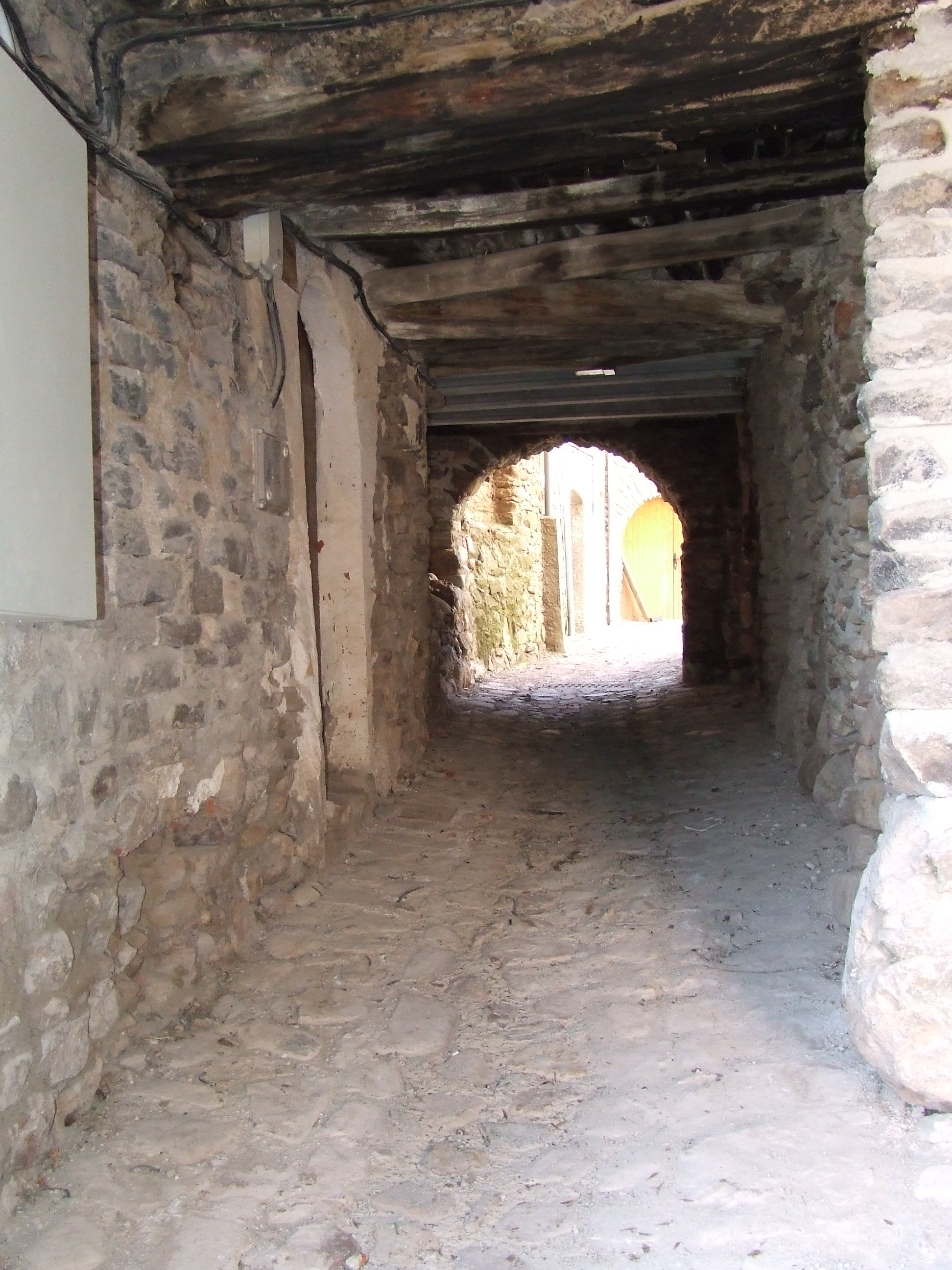
Carrer per sota de les cases
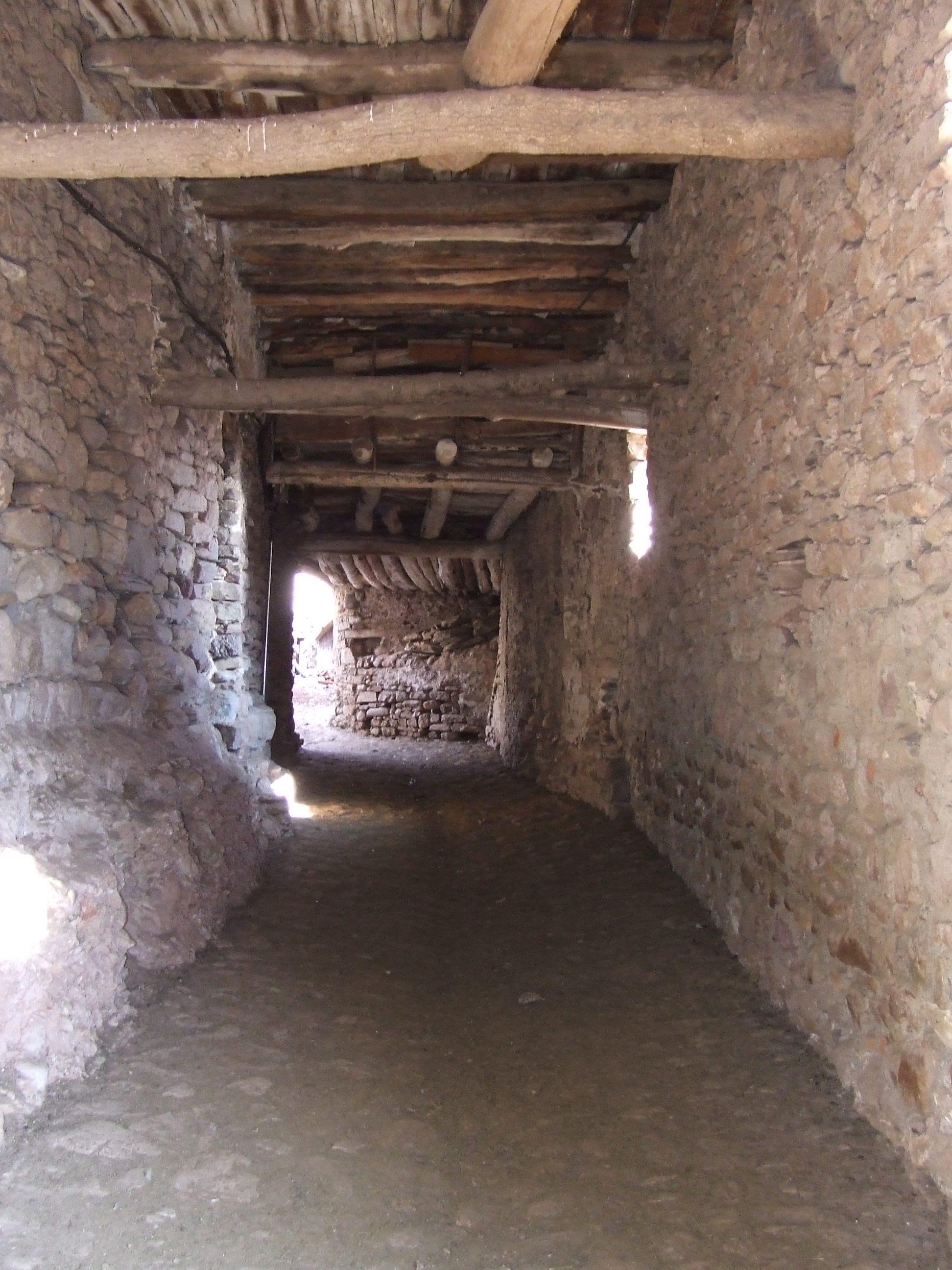
Part interior del portal de migdia
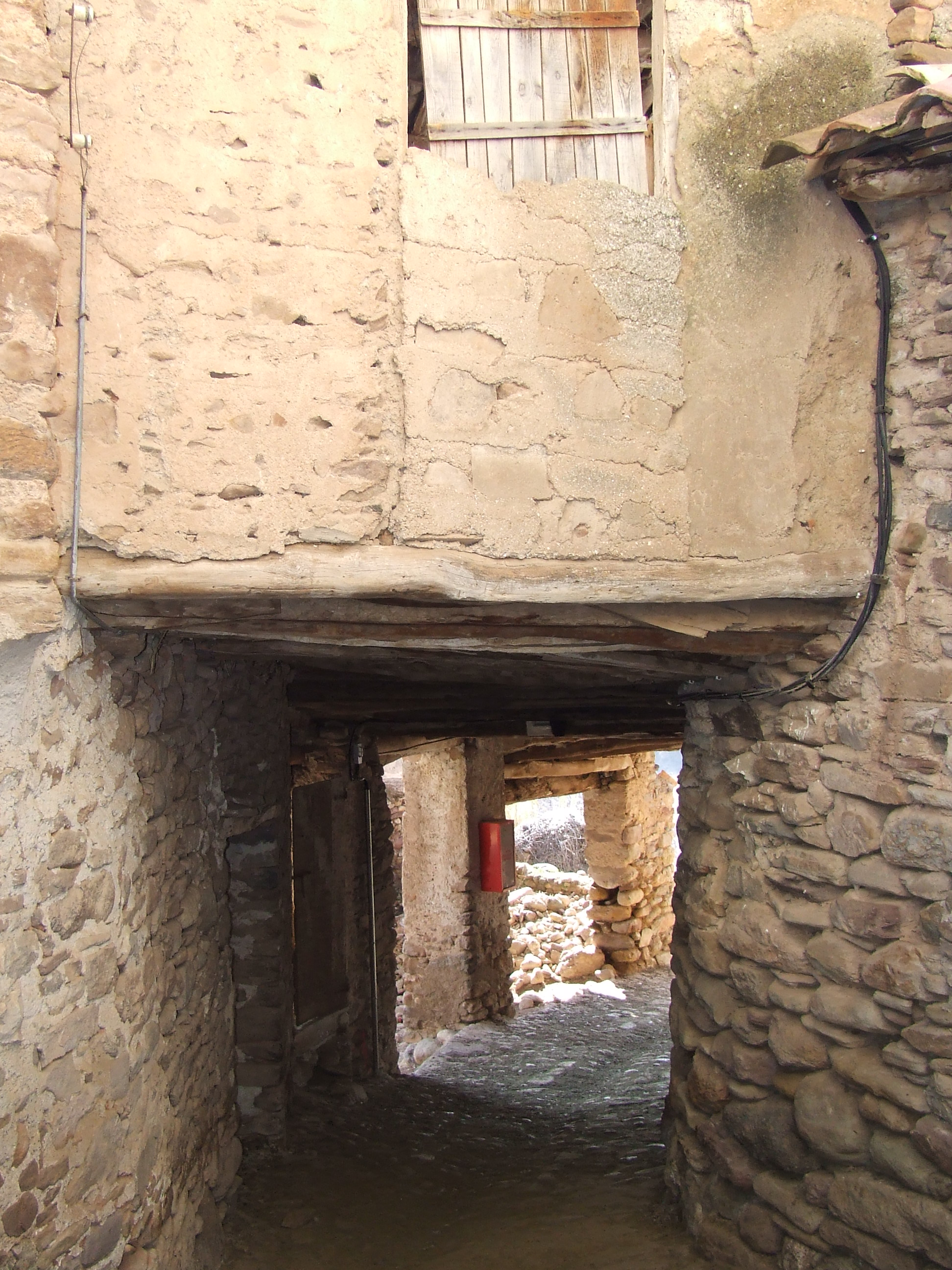
Un altre angle del portal anterio
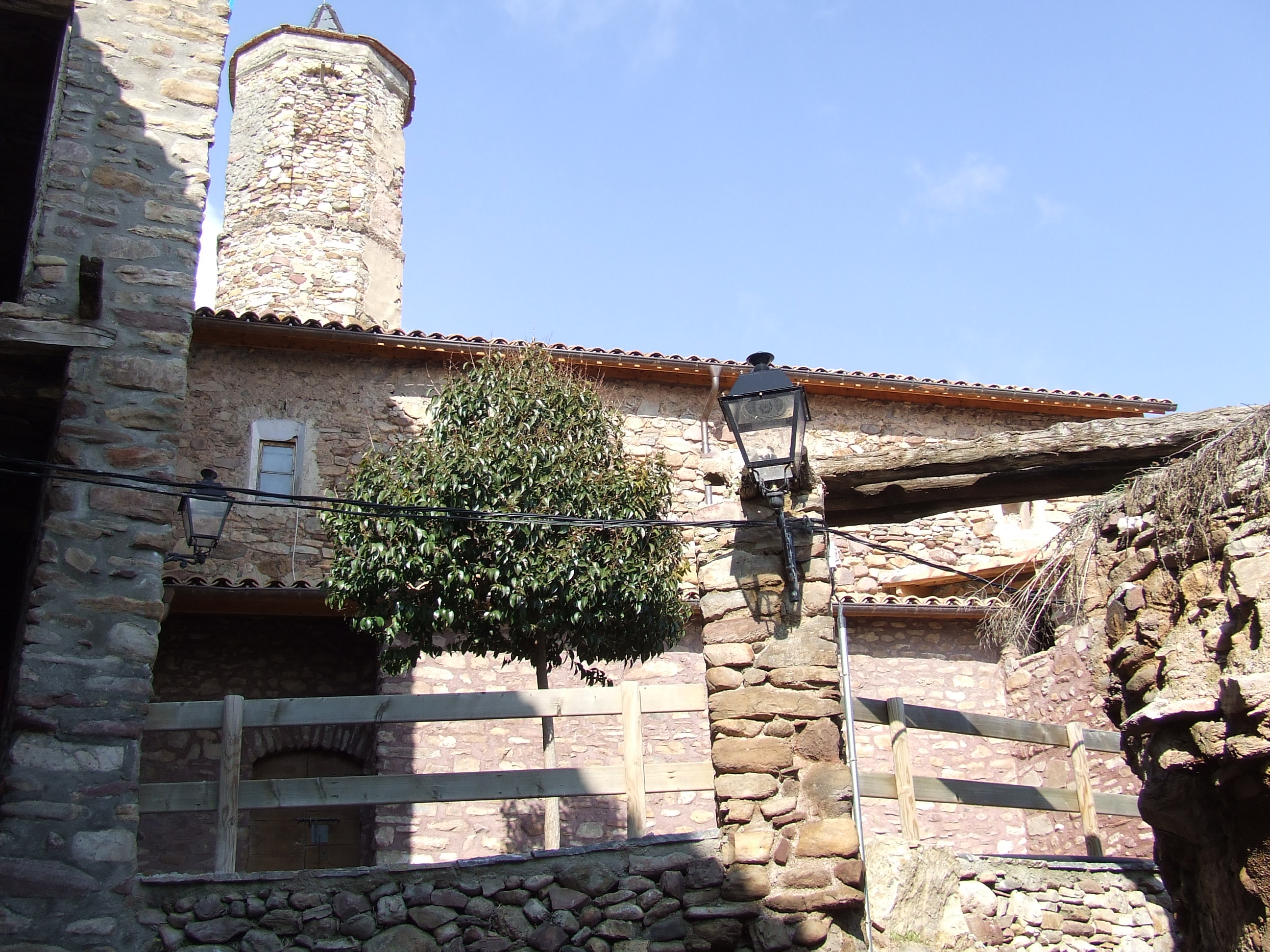
Façana meridional de Santa Llogaia d'Estavill
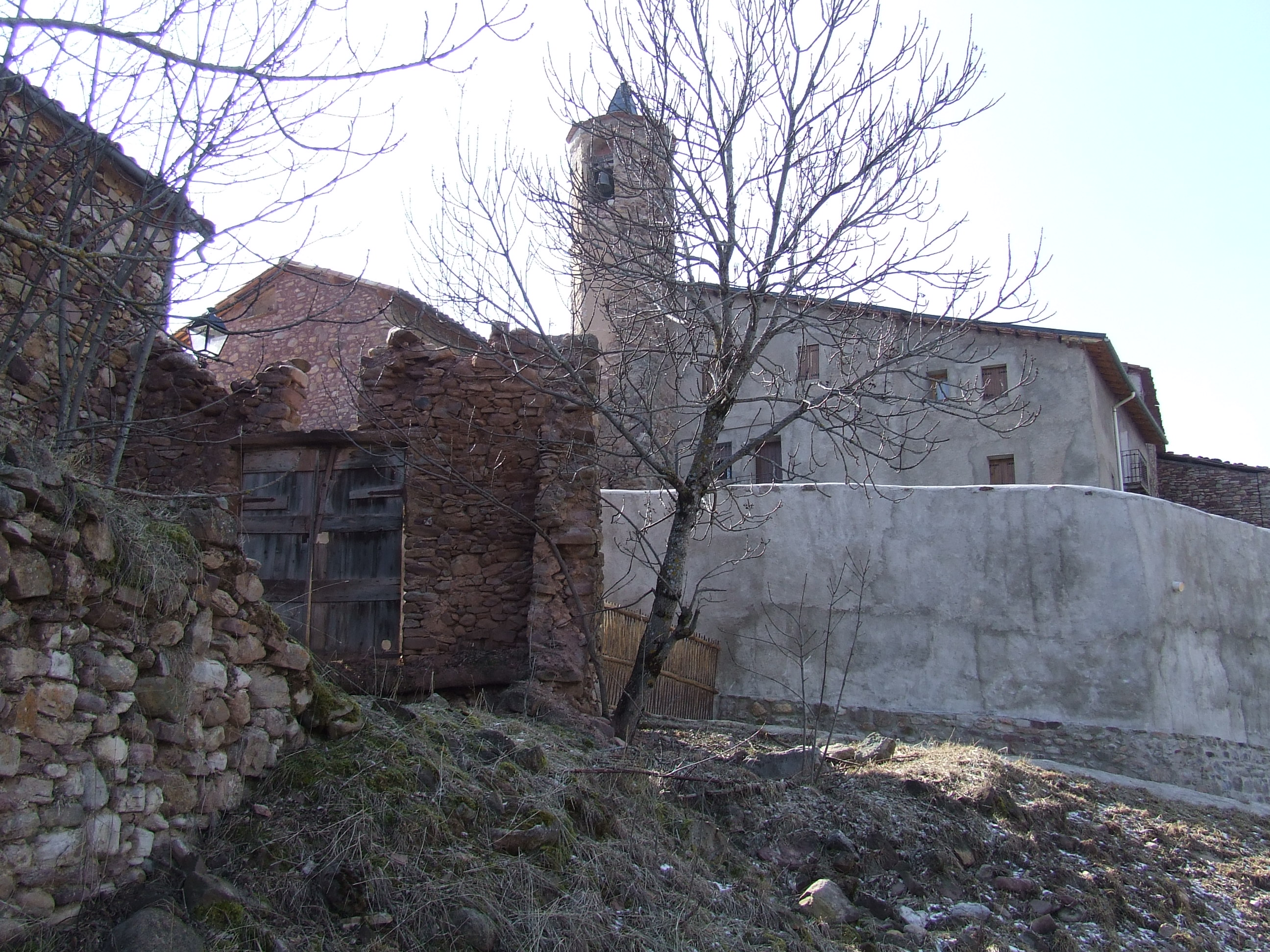
Santa Llogaia d'Estavill des de llevant

## Festes i tradicions

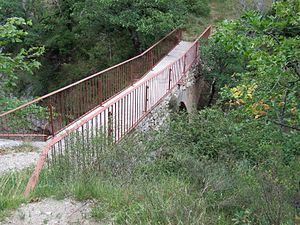
Pont del Diable d'Estavill

La Festa Major se celebra tradicionalment per la Mare de Déu d'agost, el dia 15 d'aquell mes. En són patrons sant Sebastià i santa Llogaia.
Estavill té el seu raconet en el Romanço de la Vall Fosca, de Jaume Arnella, després del fragment dedicat a Cabdella:
| «                                         | Et trobes amb la Pobleta ja només d'entrar a la Vall, Estavill queda a l'esquerra i a la dreta queda Envall. | » |
| — Jaume Arnella, Romanço de la Vall Fosca | |   |

I el Romanço... continua a la Plana de Mont-ros.